# Low Density Lipoprotein Receptor-related Protein 1
Das Low Density Lipoprotein Receptor-related Protein 1 (LRP1) ist ein zellulärer Membranrezeptor der LDL-Rezeptorfamilie.

## Eigenschaften
CD91 ist ein Dimer aus einem 85 kDa schweren Transmembranfragment und einem auf der extrazellulären Seite nicht-kovalent verbundenen, 515 kDa schweren Fragment. LRP1 ist ein Multiligandenrezeptor, der zunächst als Transportrezeptor entdeckt wurde, mittlerweile jedoch auch als Signalrezeptor beschrieben wurde. Von den vier Domänen des Proteins binden II und IV den Großteil der Liganden.
CD91 wird vor allem in der Leber, im Hirn und in der Lunge gebildet. Es dient als Rezeptor zur Einleitung der Endozytose von apoptotischen Zellen. CD91 ist essentiell für die frühe Embryonalentwicklung. Weiterhin ist es an der Regulation der Zusammensetzung der Zellmembran beteiligt. Es ist an der Aufnahme von Chylomikronen-Remnants, alpha-2-Makroglobulin und Komplexen aus Plasminogen-Aktivatoren und ihren Hemmstoffen aus dem Blutplasma beteiligt. Ebenso bindet es Komplexe mit Serpinen und Hitzeschockproteinen. CD91 ist glykosyliert und phosphoryliert.
CD91 ist zudem der zelluläre Rezeptor des Exotoxin A von Pseudomonas aeruginosa. CD91 wird in Monozyten von HIV-infizierten long-Term-non-Progressors verstärkt gebildet.